# Simaxis
Simaxis (in sardo Simàghis) è un comune italiano di 2 123 abitanti della provincia di Oristano in Sardegna, facente parte dell'Unione dei Comuni della Bassa Valle del Tirso e del Grighine.

## Storia
L'area fu abitata già in epoca nuragica per la presenza sul territorio di alcune testimonianze archeologiche, tra cui un nuraghe.
Nel medioevo appartenne al Giudicato di Arborea e fece parte della curatoria di Simaxis, di cui era il capoluogo.
Alla caduta del giudicato (1410) entrò a far parte del Marchesato di Oristano. A seguito della sconfitta dell'ultimo marchese Leonardo Alagon, passò sotto il dominio aragonese e cadde in possesso della famiglia dei Carroz. Intorno al 1767 fu incorporato nel Marchesato d'Arcais, feudo della famiglia dei Nurra, ai quali fu riscattato nel 1839 con la soppressione del sistema feudale.
Nel 1928 fu aggiunta la frazione di San Vero Congius, fino ad allora comune autonomo.

### Simboli
(D.P.R. 4 settembre 1998)
Il gonfalone è un drappo di giallo.

## Società

### Evoluzione demografica
Abitanti censiti

### Lingue e dialetti
La variante del sardo parlata a Simaxis è il campidanese oristanese.

### Tradizioni e folclore
In occasione del patrono del paese, il 19 luglio si festeggia san Simmaco papa con celebrazioni religiose, inoltre un comitato si impegna ad organizzare la festa patronale che ha la durata di qualche giorno.

## Cultura

### Eventi
Il paese è molto conosciuto per la Giornata del Riso che si tiene solitamente nel mese di novembre.
Oltre ciò il paese è noto anche per il carnevale organizzato in chiave rétro. La festa in questione si festeggia solitamente il sabato della settimana del martedì grasso. La festa è nota sotto il nome di Sa Coja de tziu Damus ("il matrimonio di Signor Damus") che prevede un matrimonio di una coppia di sposi (lei alta e robusta, lui basso e molto magro). Il matrimonio è celebrato da un attore che impersona il sindaco, e tutta la popolazione partecipa indossando così come gli sposi, abiti della tradizione agro-pastorale. Il corteo nuziale sfila poi per tutto il paese. La festa si conclude con la cena di nozze, la cui peculiarità è che tutti gli "invitati" devono portarsi da casa propria le sedie e il cibo.
Entrambe le manifestazioni sono organizzate e realizzate dall'Associazione Turistica Pro Loco di Simaxis.
Un altro importante evento che si è svolto a Simaxis, è stato il "Mraxani Rumor Fest", un festival musicale nato nel 2007, portato avanti per qualche anno grazie all'impegno di circa sessanta giovani, col supporto del comune e con la collaborazione delle varie associazioni locali.

## Note

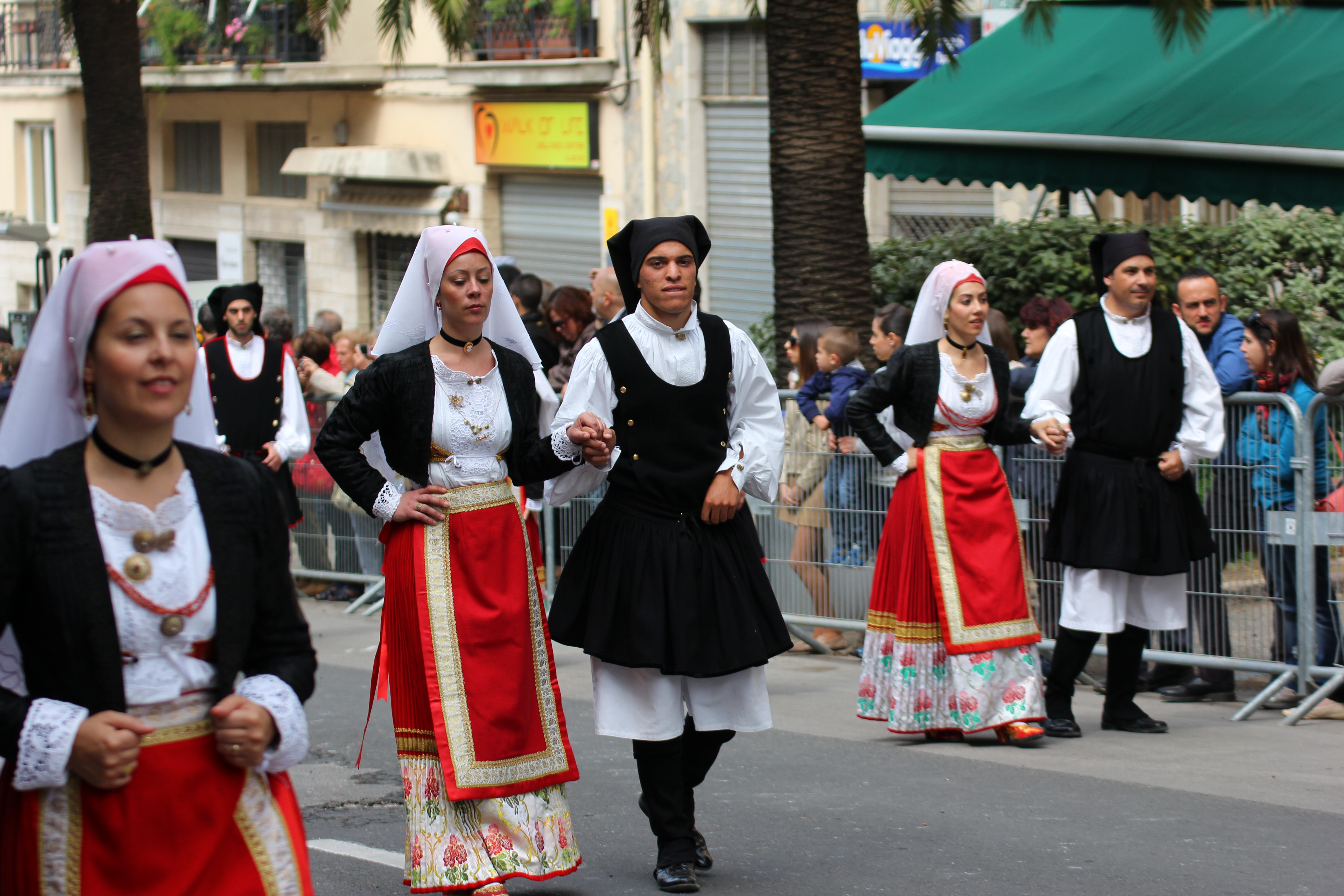
Costume tradizionale

## Amministrazione
| Periodo         | Periodo         | Primo cittadino | Partito              | Carica  | Note |
| --------------- | --------------- | --------------- | -------------------- | ------- | ---- |
| 31 maggio 2015  | 26 ottobre 2020 | Giacomo Obinu   | Lista civica "Uniti" | Sindaco |      |
| 26 ottobre 2020 | in carica       | Giacomo Obinu   | Lista civica "Uniti" | Sindaco |      |